# 同江市
同江市，也称拉哈苏苏，是黑龙江省佳木斯市代管的一个县级市，位于黑龙江省东北部，松花江与黑龙江的右岸，松花江流入黑龙江的入河口附近。该市目前为国家级贫困县。市人民政府驻同江镇杏林路10号。

## 历史
清光绪三十二年（1906年）设临江州，宣统元年（1909年）升临江府。1913年改临江县。1914年因与奉天省临江县重名，改同江县。1949年1月并入富锦县。1959年4月划归抚远县。1966年8月恢复同江县。1987年2月撤县设市，为省直辖行政单位。

## 行政区划
同江市下辖6个镇、2个乡、2个民族乡：
同江市城市管理委员会、同江镇、乐业镇、三村镇、临江镇、向阳镇、青河镇、街津口赫哲族乡、八岔赫哲族乡、金川乡、银川乡、街津口林场、鸭北林场、勤得利农场、青龙山农场、前进农场、洪河农场、鸭绿河农场、浓江农场、良种场、畜牧场和知青农场。

## 人口
根据第七次人口普查数据，截至2020年11月1日零时，同江市常住人口为176112人。

## 民族
汉族，满 、赫哲、朝鲜、蒙古、回、锡伯。

## 交通
公路
- 221国道、 331国道过境。
- 哈同高速

## 物产
- 矿产有锰、铁、铬、镍、锌、钛、钒、镓、铑、石英岩、砂金等。
- 野生动物有马鹿、熊、野猪、狍子、狼、兔、獾子等。
- 药用植物有刺五加、五味子、桔梗、槲寄生、苍术、柴胡等。
- 土特产主要有大豆、鲟鱼、鳇鱼、大马哈鱼、蕨菜。

## 名胜古迹
- 三江口
- 街津口赫哲族聚居地
- 八岔岛国家级自然保护区